# Cham des Bondons
Auf dem nur etwa 10 km² umfassenden Hochplateau Cham des Bondons bei Les Bondons im südfranzösischen Nationalpark Cevennen im Département Lozère befindet sich eine Ansammlung von 154 Menhiren. Dies ist nach Carnac die zweitgrößte Konzentration von Menhiren in Frankreich. Mehrere Steine sind seit dem Jahr 1941 als Monuments historiques anerkannt.

## Lage
Das ca. 1000 m ü. d. M. gelegene Kalksteinplateau des Cham des Bondons befindet sich nur wenige Kilometer südlich bzw. südwestlich des Mont Lozère im Umkreis von etwa fünf Kilometern um Les Bondons, nordöstlich von Florac. Das Gebiet wird nach Süden begrenzt durch den Oberlauf des Flusses Tarn. Das hochgelegene und in Teilen bewaldete Cham des Bondons eignet sich nicht zum Anbau von Getreide.
Hier befinden sich mehrere Gruppen von Menhiren, darunter La Pierre des trois Paroisses bei Saint-Étienne-du-Valdonnez und Caousou Viel beim Weiler Veissière, die mit 1200 Metern höchstgelegene Gruppe. 21 Menhire wurden 1982/83 mit Mitteln des Ministère de l'Environnement durch Gilbert Fages wieder aufgerichtet, der größte maß 3,05 X 0,75 × 0,50 m.

## Menhire

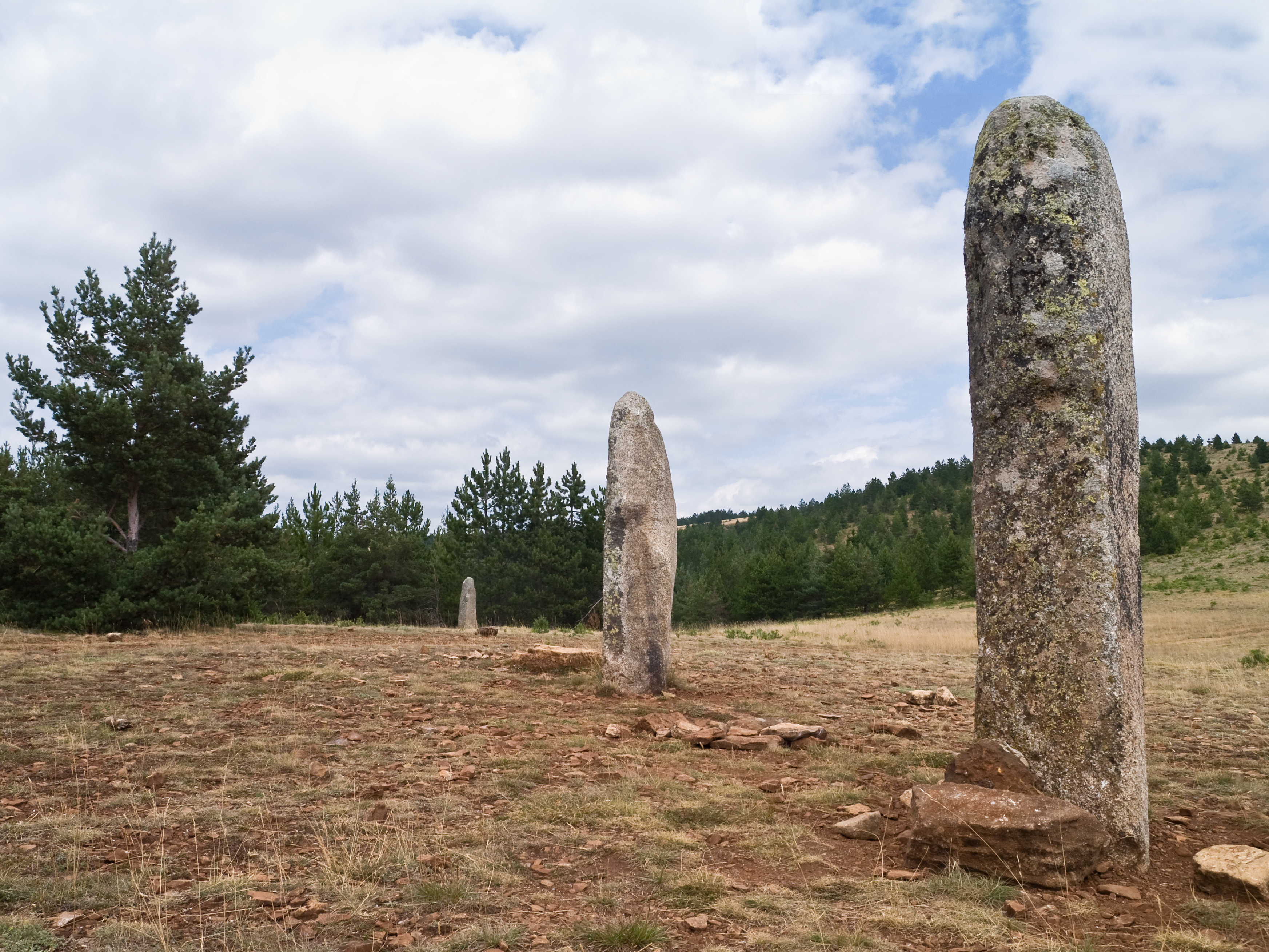
Menhirs de la Fage

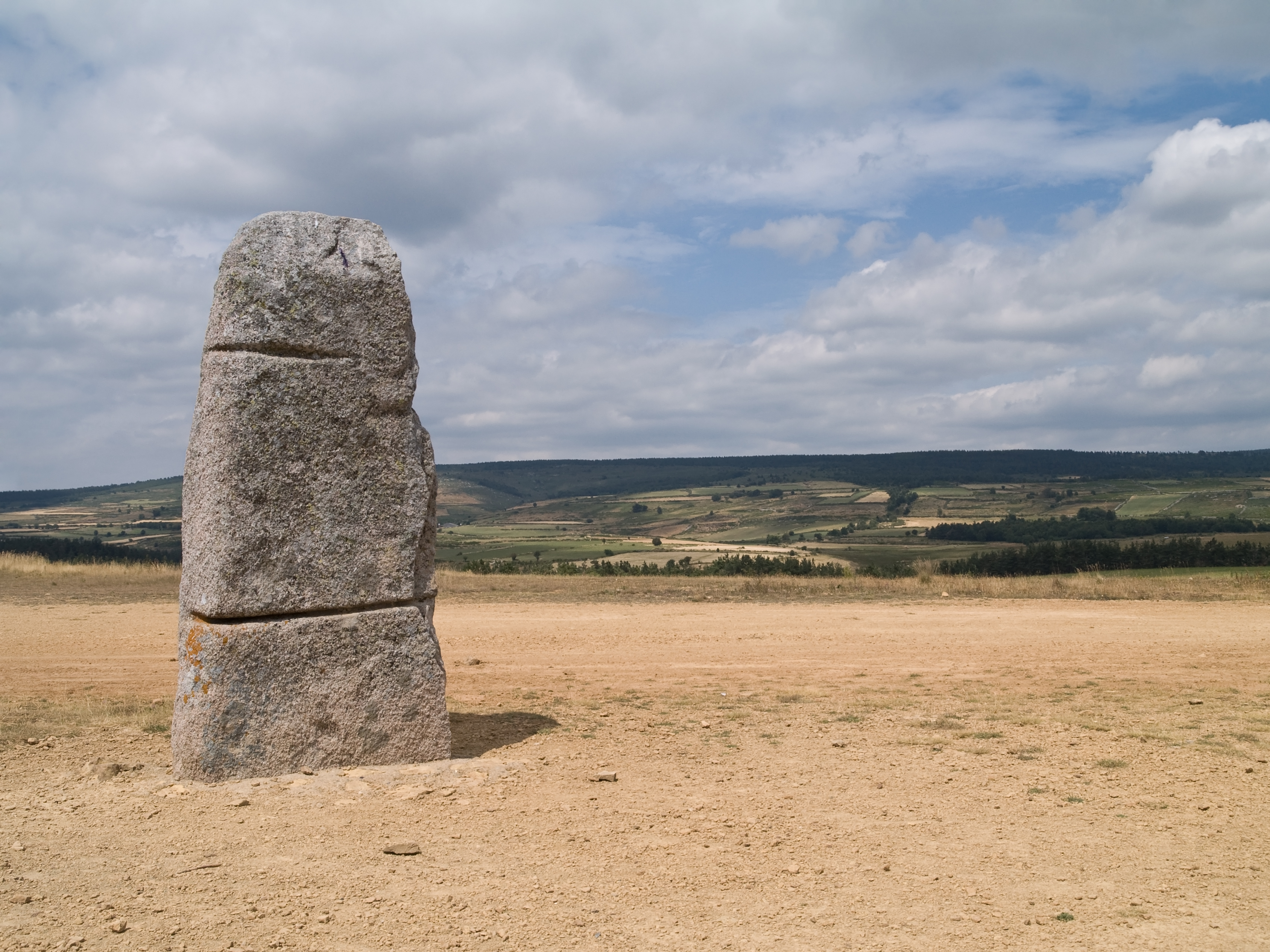
Pierre des trois paroisses –

Die Menhire bestehen aus dem Granit des Mont Lozère. Die etwa 150 Menhire des Gebiets stehen überwiegend einzeln; es gibt jedoch auch mehrere Kleingruppen von zwei oder drei Steinen. Die drei Menhirs de la Fage stehen exakt in einer ca. 120 m langen Reihe. Die meisten Menhire sind nur etwa 2 bis 3 m hoch; einige scheinen oberflächlich geglättet zu sein, doch kann dies auch auf typische Formen bei der Verwitterung des Granits zurückzuführen sein. Alle Steine wurden von den Südhängen des Mont Lozère über Strecken von mindestens 800 m und maximal etwa 3 km transportiert, wobei mit Sicherheit Baumstämme als Rollen und Hebelwerkzeuge zum Einsatz kamen.
Anders als auf vielen Steinen in den benachbarten Gebieten der Rouergue bzw. des gesamten Départements Aveyron finden sich auf den Menhiren vom Cham des Bondons keinerlei Ritzzeichnungen. Sie werden – auch wegen ihres stelenartigen Charakters – in die Zeit um 3000 bis 2500 v. Chr. datiert, also deutlich später als diejenigen in der Bretagne.
Über die Hintergründe derart vieler Menhire auf einer relativ eng begrenzten Fläche kann nur spekuliert werden – so könnte es sich zum Beispiel um Kult- oder Memorialplätze verschiedener Familienclans gehandelt haben. Auf dem Cham des Bondons gibt es jedoch – im Unterschied zu vielen anderen Stellen im Département Lozère – nur sehr wenige megalithische Grabbauten (Dolmen), dafür mehrere Grabhügel (tumuli).

### Siedlungen
In Caousou Viel fand Fages die Reste einer kupfersteinzeitlichen Siedlung.

### Bestattungen
Beim Dolmen von La Fage (auch Dolmen von Combes) handelt es sich um einen kleinen Dolmen mit rechteckiger Kammer aus örtlichem Kalkstein. Er liegt im Zentrum eines Hügels, alle Spuren des Ganges und die Decksteine sind verschwunden. Er enthielt Knochenreste, Keramik mit Wellenrand, Steinperlen und dreieckige Pfeilspitzen. Der Fund einer Urne mit Leichenbrand belegt, dass er in der Spätbronzezeit nachgenutzt wurde.
Der Grabhügel Combes I wurde 1983 durch J.-Y. Boutin ausgegraben. Er enthielt eine Steinkreis von 6 m Durchmesser und eine zentrale Brandbestattung in einer Urne der Spätbronzezeit II.
Zwei weitere Grabhügel befinden sich bei Caousou Viel. Hügel 1 enthielt keine Knochen, was der Ausgräber Gilbert Fages auf den sauren Boden zurückführt. Es wurde auch keine Urne gefunden. Zwei Bronze-Armreifen ähneln späteisenzeitlichen Funden aus dem Champ Rond sur le Causse Méjean.